# Panel SIP
Panel SIP (z ang. Structural Insulated Panel – izolacyjny panel strukturalny) – materiał budowlany będący połączeniem warstwy osłonowej przez izolacyjny rdzeń ze sztywnej pianki polimerowej lub innego twardego izolatora. Dzięki połączeniu dwóch struktur otrzymywany jest sztywny, wysoce odporny na działania mechaniczne, materiał w postaci panelu typu „sandwich”. Najczęściej stosowane okładziny to płyta OSB, sklejka, MFP, płyta MgO Green, pianka to poliuretany lub odmiany polistyrenu.
Najczęstsze zastosowanie SIP to budownictwo mieszkaniowe, jednak sprawdzają się również w budynkach publicznych, takich jak przedszkola i szkoły. Wykonuje się z niego ściany, dachy, podłogi. SIP łączy właściwości strukturalne z izolacją. Z uwagi na swoje parametry izolacyjne, możliwość całkowitego pominięcia konstrukcji szkieletowej i eliminację mostków termicznych, SIP wykorzystywany jest przede wszystkim do budownictwa energooszczędnego i pasywnego.

## Historia
Pierwsze badania i rozwój technologii datuje się na lata 30. XX wieku,  zostały one wykonane w Forest Products Laboratory (FPL) w Madison, Wisconsin w USA, jako program mający na celu wprowadzenie technik budowlanych w USA chroniących zasoby leśne. W 1937 powstał pierwszy mały dom wykonany z paneli ściskanych, który był użytkowany do 1998 roku, kiedy to został usunięty celem zwolnienia miejsca pod nowy gmach Szkoły Farmacji. Wraz z zastosowaniem w 1967 roku pianki polistyrenowej jako rdzenia SIP, panel rozpoczął swoją obecną karierę w USA i technologia zaczęła przenikać do innych krajów. Z kolei zastosowanie pianki poliuretanowej umożliwiło wykonanie jeszcze cieńszych ścian oraz bardziej zaawansowanych połączeń między panelami.
Obecnie, wraz z zaostrzeniem norm energooszczędności budynków i wzrostem zainteresowania technologiami budownictwa pasywnego, SIP staje się szczególnie popularny w USA, Wielkiej Brytanii, ale technologia ta dociera też do innych krajów.

## SIP w Polsce
Do 2011 roku SIP był prawie nieznany w Polsce, główną tego przyczyną był brak krajowego producenta. W 2011 uruchomiono pierwszą w Polsce fabrykę paneli H-BLOCK w firmie Solcraft, z rdzeniem  ze sztywnej zamkniętokomorowej pianki poliuretanowej oraz fabrykę paneli MgoGreen firmy LSTech z rdzeniem styropianowym.
Wszechstronny program badawczy produktów paneli kompozytowych SIP z okładzinami z płyt magnezowych został zainicjowany w 2010 r. przez spółkę LS Tech-Homes. Przeprowadzono badania wytrzymałościowe, cieplno-wilgotnościowe, akustyczne i inne. Finalnym wynikiem współpracy z Instytutem Techniki Budowlanej było powstanie Europejskiej Aprobaty Technicznej wydanej przez Instytut Techniki Budowlanej. Równolegle rozpoczęto intensywne prace badawczo-rozwojowe wspólnie z Katedrą Podstaw Budownictwa i Materiałów Budowlanych Politechniki Gdańskiej. Wyniki prac badawczych produktów magnezowych opublikowano w czasopismach o zasięgu ogólnopolskim i światowym oraz przedstawiono na konferencjach międzynarodowych.
W 2020 roku, do grona polskich producentów dołączyła spółka MTB Modules z Chojnic, która nie tylko produkuje panele SIP, ale także jako pierwsza firma na świecie, dostarcza globalnie zestawy domów do samodzielnego montażu w technologii SIP. MTB Modules posiada swoje oddziały na kilku kontynentach, a w 2021 roku otworzyła fabrykę w Korei Południowej. Dynamiczny rozwój firmy, kierowanej przez czwórkę braci, zaowocował w 2024 roku uruchomieniem fabryki w Republice Południowej Afryki, w stolicy tego kraju Pretorii. Prezesem firmy MTB Modules, od początku jej istnienia jest Bartosz Tracz. MTB Modules często angażuje się w akcje charytatywne. 
Wraz z pojawieniem się krajowych dostawców, technologia SIP zyskuje na popularności, spotykając się w wielkim zainteresowaniem, szczególnie z uwagi na jej energooszczędność i minimalizację czasu budowy.

## Korzyści
W stosunku do technologii murowanych, SIP wyróżnia się mniejszą grubością ścian (dla współczynnika przenikania U=0,12 [W/m2*K] ściana SIP z poliuretanu ma grubość całkowitą 210 mm), prostotą budowy i radykalnym skróceniem czasu montażu domu, zbliżonym do budownictwa prefabrykowanego.
W stosunku do budownictwa szkieletowego, SIP daje możliwość dalszej redukcji grubości ścian (więcej powierzchni użytkowej przy tej samej powierzchni zabudowy), krótszego czasu montażu i eliminacji mostków termicznych oraz szczelności wymaganej przy testach energetycznych.
Istniejące z USA i UK organizacje zrzeszające producentów i wykonawców domów w SIP podkreślają odporność domów stawianych w tej technologii na trzęsienia ziemi i huragany. Możliwość budowania szczelnej struktury jest wykorzystywana do budowania domów w tej technologii na obszarach zagrożonych tajfunami i falą zalewową.
Z uwagi na niskie całkowite zużycie energii, liczone od pozyskania materiałów, przez produkcję, transport, montaż i eksploatację, panele SIP klasyfikowane są przez w wielu opracowaniach jako technologia budownictwa ekologicznego (wykorzystywany jest co prawda rdzeń bazujący na ropie naftowej, ale ilość zużytego na ten cel surowca jest relatywnie niewielka w stosunku do potężnych nakładów energetycznych niezbędnych do produkcji innych rodzajów materiałów budowlanych tj. mineralnych i ceramicznych).

## Wymiary i charakterystyka
Pojedynczy panel ma najczęściej szerokość 1250 mm, dzięki czemu jest stosunkowo prosty do montażu na miejscu budowy. Długość panelu dostosowana jest do wysokości ściany czy połaci dachu. W zależności od technologii, panele SIP wytrzymują naciski osiowe nawet 6,4 kN/mb, dzięki czemu możliwe jest ich wykorzystywanie jako ścian nośnych do 4 kondygnacji.
Izolacyjność panelu zależy wprost od grubości rdzenia izolacji i jej rodzaju (izolacyjność samych okładzin jest w praktyce do pominięcia, nie dotyczy to płyt MgO, w których przewodność cieplna wynosi zaledwie 0,152 W/(m*K). W Polsce produkowane są panele o najniższych współczynnikach przenikania nawet do U=0,12 [W/m²*K] z rdzeniem ze sztywnej pianki poliuretanowej (dalsze obniżenie współczynnika uzyskuje się przez nałożenie warstwy EPS pod tynk ściany zewnętrznej schodząc tym samym poniżej U=0,10 [W/m²*K].
W stosunku do budownictwa szkieletowego podkreśla się także większą odporność przeciwogniową, a w stosunku do ścian murowanych, lepsze zabezpieczenie przed penetracją wilgoci i mniejszą inercję cieplną budynku.